# Hertha von Walther
Hertha von Walther, född 12 juni 1903 i Hildesheim, Niedersachsen, död 12 april 1987 i München, Bayern, var en tysk skådespelare.

## Filmografi (i urval)
- 1925 – Den glädjelösa gatan
- 1926 – Faust
- 1927 – Bara en danserska
- 1931 – M